# Мае (острво)
Острво Мае (јап. 前島) Mae-shima, је ненастањено острво у области Шимаџири у префектури Окинава, Јапан. Острво припада групи острва Керама, у архипелагу Рјукју.
На острву по попису из 2010. године живи 4 становника и то у селу Токашики (јап. 渡嘉敷村) Tokashiki-son..